# دراجونستون (صراع العروش)
دراجونستون (بالإنجليزية: Dragonstone) هي الحلقة الأولى من الموسم السابع من المسلسل الفانتازي صراع العروش، والمُقتبس من سلسلة روايات أغنية الجليد والنار للمؤلف جورج ر. ر. مارتن، وهي الحلقة رقم 61 من المسلسل ككل. عُرضت الحلقة لأول مرة في 16 يوليو 2017، على شبكة إتش بي أو المُنتجة للمسلسل، وكانت من كتابة ديفيد بينيوف، ودي. بي. وايس، ومن إخراج جيرمي بودسوا.

## ملخص الحلقة
يتوجّه السائرون البيض نحو الجِدار فيما يَصِل (بران ستارك) برفقة ميرا للقلعة السوداء حيث يستَقبِلهم (إد) هناك. وفي وينترفل وخلافاً لرأي (سانزا)، يُعيد (جون سنو) الثقة والولاء لـ آل كارستارك وآل آمبر الذين خانوه في معركة النغلين وقاتلوا في صفّ (رمزي). وفي أولدتاون في السيداتل، يسرق (سام) كُتباً من المنطقة المحظورة ويَعلم أن كلس التنين متوفّر بكثرة في باطن الأرض في مكانٍ ما من دراجونستون، فيقرّر الكتابة لـ (جون)، ويُذكر أن (جوراه مورمنت) يظهر في السيداتل أيضاً فيما يبدو أنه مسجون. وفي التوأمتين، تتنكّر (آريا) بشكل (والدر فراي) وتجمع جميعَ آل فراي وتسمّمهم انتقاماً لما حدث في الزفاف الأحمر، ثمّ تتوجّه نحو كينغز لاندينغ. وفي مكان ما في بلاد الروافد أثناء مسيرها، تعثَر على مجموعةٍ من الجنود الحلفاء لـ آل لانستر الذين لا يأخذون نيّتها في قتل (سيرسي) على محمل الجد. (ساندرو) برفقة (ثوروس) يُعرّفه ذاك الأخير على إله الضياء وكيف يوجّهه ويتواصل معه من خلال النار، فيبدأ بالإيمان به. وفي كينغز لاندينغ، آل لانستر في موقفٍ حَرج، فليس هناك حلفاء لهم، هذا ما صرّح به (جايمي)، ليكتشف فيما بعد أن (سيرسي) قد تحالفت مع (يورون غريجوي) مقابِلَ الزواج منها وإعطائها كامِلَ أسطولِه من السفن لتكون له فرصة في قتلِ (ثيون) و(يارا) الذين تحالفا مع (دنيرس)، (سيرسي) ترفض العرض، فيعدها (يورون) بالعودة مع «هدية» لتقبله حليفاً. (دنيرس) في ذلك الوقت تصل إلى دراجونستون مع جيشها وتنانينها، وهو المعقل والمقر السابق لأجدادها قبل مقتلهم ونفيها إلى إيسوس، وقد كانت معقلاً لـ (ستانِس براثيون) حيث تنزع راياته وتتجه مباشرةً إلى قاعة التخطيط الحربية مع ساعدها (تيريون لانستر).

## الإنتاج
سيناريو الحلقة كان من كتابة ديفيد بينيوف، ودي. بي. وايس، وأُختير جيرمي بودسوا لإخراجها. كان غريغوري ميدلتون مديرًا لتصوير الحلقة، وكريسبين غرين محررًا لها، أما موسيقى الحلقة التصويرية فكانت من تلحين رامين جوادي.

## نسب المشاهدة
| الموسم | الموسم | رقم الحلقة | رقم الحلقة | رقم الحلقة | رقم الحلقة | رقم الحلقة | رقم الحلقة | رقم الحلقة | رقم الحلقة | رقم الحلقة | رقم الحلقة | المتوسط |
| الموسم | الموسم | 1          | 2          | 3          | 4          | 5          | 6          | 7          | 8          | 9          | 10         | المتوسط |
| ------ | ------ | ---------- | ---------- | ---------- | ---------- | ---------- | ---------- | ---------- | ---------- | ---------- | ---------- | ------- |
|        | 1      | 2.22       | 2.20       | 2.44       | 2.45       | 2.58       | 2.44       | 2.40       | 2.72       | 2.66       | 3.04       | 2.52    |
|        | 2      | 3.86       | 3.76       | 3.77       | 3.65       | 3.90       | 3.88       | 3.69       | 3.86       | 3.38       | 4.20       | 3.80    |
|        | 3      | 4.37       | 4.27       | 4.72       | 4.87       | 5.35       | 5.50       | 4.84       | 5.13       | 5.22       | 5.39       | 4.97    |
|        | 4      | 6.64       | 6.31       | 6.59       | 6.95       | 7.16       | 6.40       | 7.20       | 7.17       | 6.95       | 7.09       | 6.84    |
|        | 5      | 8.00       | 6.81       | 6.71       | 6.82       | 6.56       | 6.24       | 5.40       | 7.01       | 7.14       | 8.11       | 6.88    |
|        | 6      | 7.94       | 7.29       | 7.28       | 7.82       | 7.89       | 6.71       | 7.80       | 7.60       | 7.66       | 8.89       | 7.69    |
|        | 7      | 10.11      | 9.27       | 9.25       | 10.17      | 10.72      | 10.24      | 12.07      | غ/م        | غ/م        | غ/م        | 10.26   |
|        | 8      | 11.76      | 10.29      | 12.02      | 11.80      | 12.48      | 13.61      | غ/م        | غ/م        | غ/م        | غ/م        | 11.99   |

## وصلات خارجية
- دراغونستون على موقع IMDb (الإنجليزية)
- دراغونستون على موقع ميتاكريتيك (الإنجليزية)
- دراغونستون على موقع روتن توميتوز (الإنجليزية)
- دراغونستون على موقع أول موفي (الإنجليزية)